# Ваханська мова
Ваханська мова — мова ваханців, одного з памірських народів. Поширена як мова побутового спілкування на кордоні між Таджикистаном і Афганістаном по верхній течії річки Пяндж (на території історичної провінції Вахан), в північних районах Пакистану і в китайській частині Східного Паміру (Синьцзян-Уйгурський автономний район). Загальна чисельність мовців ваханською мовою 50—75 тис. осіб (2005, оцінка), з них в Таджикистані 10—20 тис. осіб, в Афганістані 9—15 тис. осіб, в Пакистані 20—30 тис. осіб, в Китаї 2—10 тис. осіб.
Ваханська мова утворює окрему групу в складі східноіранських мов, і входить в ареальне об'єднання памірських мов. У Вахані виділяються 2 основних говірки — верхня і нижня. Ваханська мова Китаю має риси верхньої говірки. Мова ваханців північного Пакистану є самостійною говіркою.

## Характеристика

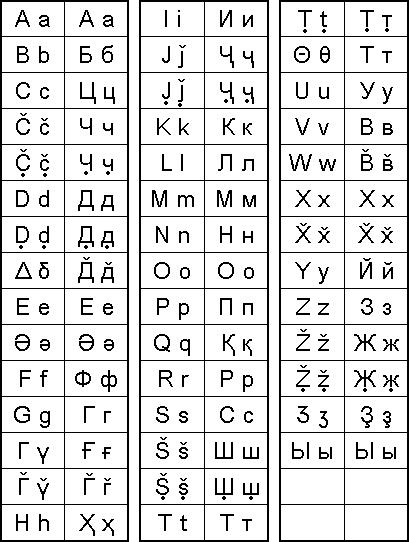
Один з варіантів Ваханського алфавіту (латиниця і кирилиця)

Фонетика ваханської мови характеризується позиційними змінами голосних в кількісному відношенні і наявністю ряду церебральних приголосних.
У структурному відношенні найбільш чітко виділяються імена, дієслова, службові слова. Іменники у множині зберігають прямий і непрямий відмінки. Особисті займенники 1-ї і 2-ї особи однини мають 3 відмінкові форми, деякі інші займенники — дві відмінкові форми або зовсім не змінюються за відмінками. Відмінкові відносини в основному виражаються аналітично. Походження дієслівних основ теперішнього і минулого часу від різних історичних праформ призвело до поширення у ваханській мові різних типів правильних і неправильних основ. На сучасному етапі розвитку у ваханській мові йде процес вирівнювання основ з правильного типу, внаслідок чого старі архаїчні форми поступово вимирають. Для морфології дієслова характерна наявність декількох тимчасових форм. Нетимчасові форми в більшості випадків утворюються аналітично за допомогою модальних часток. Особа і число виражаються або особистими закінченнями — якщо форма утворюється від презентних основ, або енклітичними рухливими показниками — якщо форма утворюється від претерітної основи.
Ваханська мова зберігає релікт ергативноподібної конструкції, яка на сучасному етапі розвитку мови стає нейтральною по відношенню до перехідності-неперехідності.

## Писемність
В Афганістані для запису ваханської мови використовується алфавіт на арабській графічній основі:
| Буква | ا      | آ   | ب   | پ   | ت   | ټ   | ث   | ج    | ڃ    | چ    | ڇ    | څ    | ځ    | ح   | خ   | د   | ډ   | ذ   | ر        | ز   | ږ   | ژ   | ڙ        | س   |
| МФА   | [a], Ø | [o] | [b] | [p] | [ʈ] | [t̪] | [θ] | [d͡ʒ] | [ɖ͡ʐ] | [t͡ʃ] | [ʈ͡ʂ] | [t͡s] | [d͡z] | [h] | [χ] | [ɖ] | [d̪] | [ð] | [r]      | [z] | [ɣ] | [ʒ] | [ʐ]      | [s] |
| Буква | ښ      | ش   | ڜ   | ص   | ض   | ط   | ظ   | ع    | غ    | ف    | ڤ    | ق    | ک    | گ   | ل   | م   | ن   | ه   | و        | ؤ   | وْ   | ي   | ی        |     |
| МФА   | [x]    | [ʃ] | [ʂ] | [s] | [z] | [t] | [z] | Ø    | [ʁ]  | [f]  | [v]  | [q]  | [k]  | [g] | [l] | [m] | [n] | [h] | [w], [ə] | [u] | [ɨ] | [i] | [j], [e] |     |

У Пакистані ваханська мова використовується при навчанні дітей в початковій школі (алфавіт складено на латинській графічній основі). Перший Ваханський буквар «Xәkwōr ӡik book [Архівовано 14 жовтня 2016 у Wayback Machine.]» був виданий в Пакистані в 1985 році. У Таджикистані розроблений алфавіт на основі кирилиці, але на практиці він майже не застосовується. У 2001 році Інститут перекладу Біблії видав ваханською мовою Євангеліє від Луки, набране як кирилицею, так і латиницею (Luqo Inǰil. Bǝzиrg Kitob tarǰimacrakиzg institut. 2001).
У 2012 році в Душанбе ваханською мовою був виданий збірник ваханських казок. У ньому наведено наступний алфавіт ваханської мови:
| А а | Б б | В в | В̌ в̌ | Г г | Ғ̌ ғ̌ | Ғ ғ | Д д |
| Д̈ д̈ | Е е | Ё ё | Җ җ | Ж ж | З з | З̌ з̌ | И и |
| Й й | К к | Қ қ | Л л | М м | Н н | О о | П п |
| Р р | С с | Č č | Т т | Т̈ т̈ | У у | Ф ф | Х х |
| Х̌ х̌ | Ц ц | Ц̌ ц̌ | Ч ч | Ӵ ӵ | Ҷ ҷ | Ҷ̈ ҷ̈ | Щ щ |
| Ш ш | Ы ы | Ә ә | Э э | Ю ю | Я я |     |     |

### Словники
- Стеблин-Каменский И. М. Этимологический словарь ваханского языка. СПб., 1999